# Alexis-Armand Charost
Alexis-Armand Charost, né le 14 novembre 1860 au Mans, mort le 7 novembre 1930 à Rennes, agrégé de lettres et docteur en théologie, est évêque du diocèse de Lille puis archevêque de Rennes. Ses prises de position et son rôle, lors de l'occupation de la ville de Lille et du département du Nord, pendant la Première Guerre mondiale par les armées allemandes, lui ont valu la Légion d'honneur.

## Biographie
Fils d'Alexis Isidore Joseph Charost, employé de la compagnie des chemins de fer de l'Ouest âgé de trente ans, et de Marie Louise Girauld, son épouse âgée de trente-deux ans, Alexis-Armand Charost est né le 14 novembre 1860 au Mans, au domicile familial situé 3 rue de Foisy.

### Études, ordination et consécration
Il étudie la théologie catholique et la philosophie au petit séminaire de Précigné, puis au grand séminaire du Mans, à Rome et à Angers. Il est ordonné prêtre, à Rome à l'âge de 22 ans, le 19 mai 1883, puis enseigne dans une école catholique.
De 1892 à 1894, il est directeur de l'internat de Notre-Dame-de-la-Couture au Mans puis secrétaire personnel de l'archevêque de Rennes Guillaume-Marie-Joseph Labouré, de 1894 à 1899. Il est également vicaire général de l'archevêché de Rennes de 1909 à 1913.
Le pape Pie X le nomme le 14 février 1913 évêque titulaire de Miletopolis (de), auxiliaire de l'évêque de Cambrai qui en fait son vicaire général pour les arrondissements de Lille, Hazebrouck et Dunkerque. Il est consacré en la métropole Saint-Pierre de Rennes le 13 mai suivant par le cardinal Auguste Dubourg avec comme co-consécrateurs François Delamaire et Olivier de Durfort de Civrac. Quelques mois plus tard, le 21 novembre 1913, il devint le premier évêque de Lille.

### Première Guerre mondiale

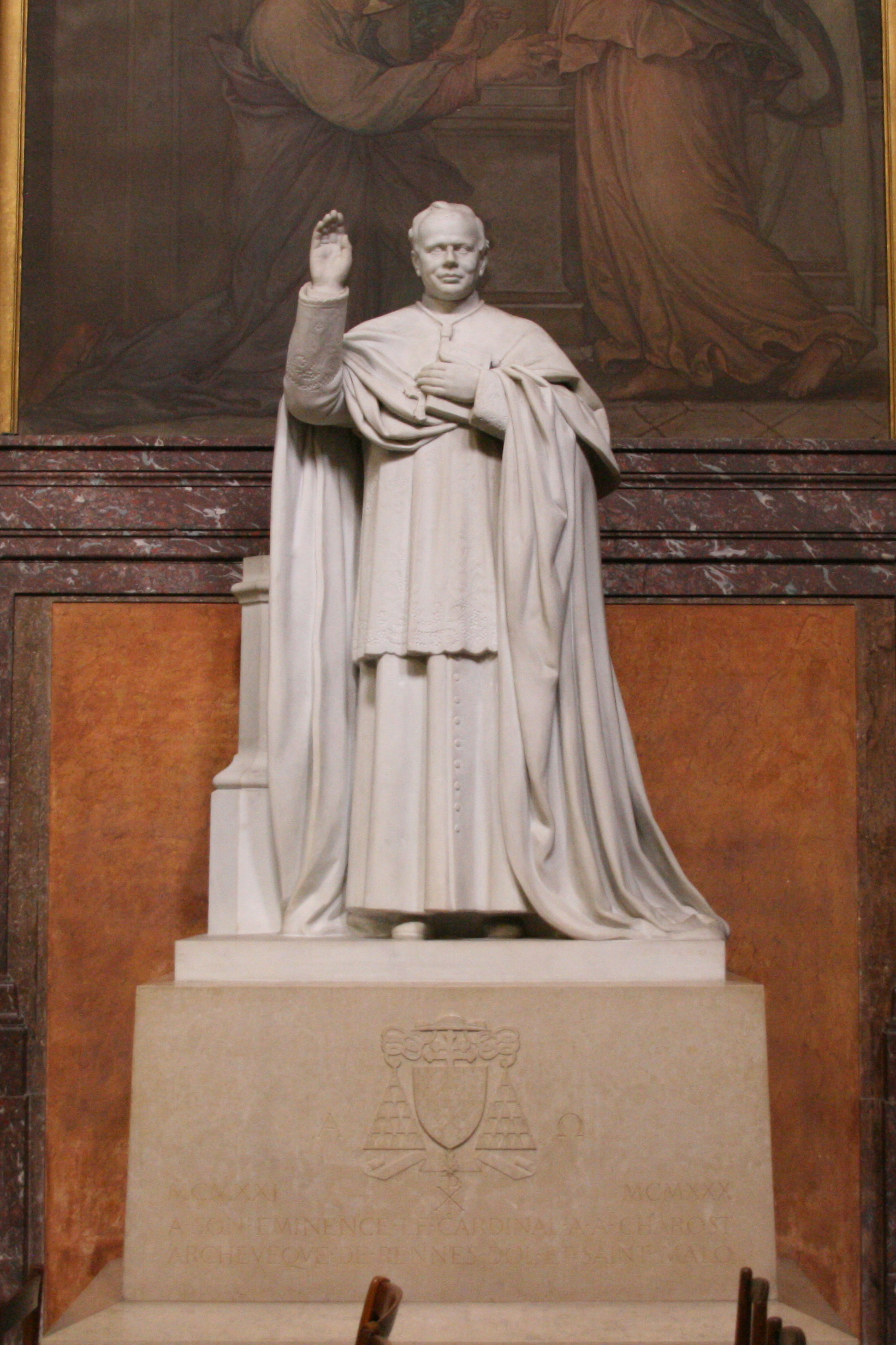
Statue de Alexis-Armand Charost en la métropole Saint-Pierre de Rennes.

Alexis-Armand Charost est arrivé à Lille en 1913 où il a pris ses fonctions d'évêque dans le diocèse nouvellement créé. Pendant le conflit, le Nord (et donc Lille, siège de l'évêché) est occupé par les troupes allemandes. Face à l'absence d'autorités civiles (internement du préfet), il fait front à l'occupant et prend énergiquement la défense des populations du Nord qui subissent des exactions en tout genre : pillages, travaux forcés, enlèvements et déportations. L'évêque de Lille en appellera à Benoît XV. Ce dernier, fidèle à sa politique d'« imparzialità », ne fera jamais état de ces faits et décevra ainsi les espoirs des évêques et cardinaux des régions occupées qui lui avaient fait confiance.
Le 16 août 1917, le gouverneur ordonne à l'évêque de déconsacrer les cloches des églises, ce qu'il refuse catégoriquement en expliquant « que sa conscience interdisait à l'évêque de déférer à la demande qui lui était faite, les cloches devant être transformées en engins de guerre, dirigés contre son pays. » Malgré ses protestations, la plupart des cloches seront saisies. Les heurts entre l'évêché et l'armée allemande sont légion : celle-ci a toujours cherché à connaître les biens de l'église afin de s'en emparer. L'évêque avait interdit aux prêtres du diocèse de les communiquer à l'occupant. Le matin du 10 juin 1918, à 8 h, les églises de Lille sont envahies par l'armée allemande afin de perquisitionner et rechercher toute cachette susceptible de contenir les biens et trésors de l'église afin de les emmener à la Kommandantur.
Pour son attitude pendant le conflit, la Légion d'honneur lui est remise le 2 mars 1921 par M. Delesalle, maire de Lille, lors d'une cérémonie à l'évêché. L'ayant obtenue en 1920, Charost avait demandé qu'on la lui remette à Lille.

### Rennes
En 1920, le pape Benoît XV le nomme archevêque de Chersonèse-en-Zechie (de) (Chersonesus in Zechia), coadjuteur de l'archevêque de Rennes, archevêché dont il devient l'ordinaire à la mort du cardinal Auguste-René-Marie Dubourg le 22 septembre 1921.
Lors du consistoire du 11 décembre 1922, le pape Pie XI le crée cardinal avec le titre de cardinal-prêtre de S. Maria della Vittoria. Il appuie le catholicisme intransigeant breton et son organe Le Nouvelliste de Bretagne, se montre assez méfiant à l'égard du parti démocrate populaire et sympathisant de l'Action française. Il prend la tête du combat contre la politique anticléricale du cartel des gauches. Il tarde à obéir aux directives pontificales après la condamnation de l'Action française en 1926. Il se résout en 1928 à prendre le parti d'une fraction du conseil d'administration du Nouvelliste de Bretagne menée par Jules Dassonville contre une autre menée par Eugène Delahaye, qu'il soutenait jusqu'alors, partisan d'une alliance avec les royalistes et hostile au PDP.
En 1929, l'archevêque de Rennes préside à Notre-Dame de Paris les funérailles du cardinal Louis-Ernest Dubois, archevêque de Paris, en présence des autorités locales et nationales, de 65 archevêques, évêques, patriarches, archimandrites et abbés de France et de l'étranger, du clergé et des fidèles de Paris.
Il meurt le 7 novembre 1930 à Rennes et est enterré dans la cathédrale métropolitaine de cette même ville.
Monseigneur Charost, buste sculpté par Henri Soubricas, exposé dans la cathédrale Notre-Dame-de-la-Treille, a été inauguré le 1er novembre 1934 devant le portail Saint-Joseph de la cathédrale en hommage au soutien moral qu'il a apporté à la population lilloise. Il a depuis été transféré à l'intérieur de l'édifice.

## Succession apostolique
Alexis-Armand Charost a ordonné les évêques suivants :
- Évêque François-Jean-Marie Serrand (1923)

## Armes
Coupé : 1° d'hermine à Notre-Dame de la Treille d'or ; 2° de gueules à 2 clefs passées en sautoir, l'une d'or et l'autre d'argent, les pannetons en haut.

## Distinctions
- Chevalier de la Légion d'honneur (8 janvier 1921)[6]

### Archives
- Inventaire du fonds d'archives de Alexis-Armand Charost conservé à La contemporaine.